# Orientaliska regionen

Den orientaliska regionen

Orientaliska regionen (även kallad den indomalayiska regionen) är en av åtta djurgeografiska regioner/florariken och omfattar sydasiatiska subkontinenten och sydöstra Asien. Den har en yta på 7.5 miljoner km².